# Maki Mochida
Maki Mochida (jap. 持田 真樹 Mochida Maki; ur. 11 stycznia 1975 w prefekturze Chiba) – japońska aktorka i piosenkarka. W latach 1991-1995 członkini grupy idolek Sakurakko Club Sakuragumi.

## Życiorys
Mochida urodziła się 11 stycznia 1975 roku w prefekturze Chiba.
Od 1991 roku regularnie występowała w programie rozrywkowym stacji TV Asahi „Sakurakko Club” i zadebiutowała w nim jako członkini Sakurakko Club Sakuragumi.
W styczniu 1993 roku zagrała rolę Naoko Aizawy w dramie „Kōkō Kyōshi”, emitowanej na TBS, a jej niezwykle wymagająca rola i szokujące sceny wywołały spore zainteresowanie wokół niej.
Pod koniec marca 1995 roku ukazał się jej pierwszy album „Haru・Natsu・Aki・Fuyu”, a w październiku tego samego roku drugi „Ashita no iro”. W kolejnych latach swą karierę skoncentrowała wokół aktorstwa, grając głównie w dramach. Wystąpiła także jako seiyū, użyczając swojego głosu głównej postaci Makino Tsukushi w produkcji anime „Hana Yori Dango”.
21 lutego 2004 roku został wydany album „Mochida Maki Collection”, na którym znalazły się jej najpopularniejsze utwory, album ten został ponownie wydany 21 listopada 2012 roku.

## Życie prywatne
Pod koniec sierpnia 2012 roku Mochida poślubiła osobę niezwiązaną z branżą rozrywkową. 15 lipca 2013 roku urodziła córeczkę. 16 września 2016 roku przyszła na świat jej druga córka.

## Wybrana filmografia

### Dramy
| Rok  | Tytuł                                                                 | Rola               | Stacja telewizyjna | Uwagi              |
| ---- | --------------------------------------------------------------------- | ------------------ | ------------------ | ------------------ |
| 1993 | Kōkō Kyōshi (高校教師)                                                | Naoko Aizawa / Nao | TBS                |                    |
| 1993 | Mō Hitotsu no J Rīgu (もうひとつのJリーグ)                            | Naho Hayashi       | NTV                |                    |
| 1994 | Seishun no Kage (青春の影)                                            | Mai Amano          | TV Asahi           |                    |
| 1994 | Yagamikun no Katei no Jijou (八神くんの家庭の事情)                    | Mayuki Ikari       | TV Asahi           |                    |
| 1996 | Hana Yori Dango (花より男子)                                          | Makino Tsukushi    | TV Asahi           | Główna rola, seiyū |
| 2003 | Okami ni Narimasu! (女将になります！)                                 | Sae Kinoshita      | NHK                |                    |
| 2008 | Daisuki! Itsutsugo 2008 (大好き！五つ子 2008)                         | Mariko Kono        | TBS                |                    |
| 2009 | Daisuki! Itsutsugo: Final Series (愛の劇場最終シリーズ 大好き!五つ子) | Mariko Kono        | TBS                |                    |

### Filmy
| Rok  | Tytuł                                   | Rola            | Uwagi              |
| ---- | --------------------------------------- | --------------- | ------------------ |
| 1995 | Sumomo mo momo (すももももも)           | Aihara Komomo   | Główna rola        |
| 1997 | Hana Yori Dango: The Movie (花より男子) | Makino Tsukushi | Główna rola, seiyū |

### Teledyski
| Rok  | Tytuł         | Artysta   | Przy.  |
| ---- | ------------- | --------- | ------ |
| 2007 | „Winter Moon” | Angelo    | [ 12 ] |
| 2007 | „Cloudy Dayz” | Nightmare | [ 13 ] |

## Dyskografia

### Albumy
- Haru・Natsu・Aki・Fuyu (春・夏・秋・冬) (25 marca 1995)
- Ashita no Iro (明日の色) (21 października 1995)
- Mochida Maki Collection (持田真樹コレクション) (21 lutego 2004, 21 listopada 2012)

### Single
- Sono Mama de Ii wa ~Field no Suna~ (そのままでいいわ ～フィールドの砂～) (24 lutego 1993)
- Hohoemi Dake Ja Mienai (ほほえみだけじゃ見えない) (21 lipca 1993)
- Kimi wo Miteitai (君を見ていたい) (7 września 1994)
- Itsudatte Itsudatte (いつだって いつだって) (22 lutego 1995)
- Anata no Yuuki ni Naritai (あなたの勇気になりたい) (6 września 1995)
- Aitai Kimochi de Zutto (会いたい気持ちでずっと) (23 marca 1996)
- Tabidachi no Uta (旅立ちの唄) (22 maja 1996)
- Tears ~Itoshisa Afurete~ (Tears〜愛しさ溢れて〜) (21 czerwca 1997)
- Dakishimetai (抱きしめたい) (17 grudnia 1997)